# Лазар Мирковић
Лазар Мирковић (1885 — 1968) је био протојереј и професор литургике на богословском факултету (БФ) СПЦ у Београду.

## Биографија
Родио се у Пивницама, Бачка. У Сремским Карловцима је завршио Српску православну гимназију а потом и Богословију 1906. По завршетку Богословије уписује богословски факултет у Черновцима, где је дипломирао 1908, а докторирао 1912. Једно време је био Префект у Богословском семинару у Ср. Карловцима. Након што је докторирао постављен је за доцента Карловачке Богословије за предмете црквенословенски језик и литургику.
По оснивању БФ у Београду, постављен је за професора литургике. Био је декан БФ у више наврата и на њему је остао све до пензионисања 1952, а касније, до 1961. и као хонорарни професор.
Био је члан и сарадник више научних установа: у Народном музеју му је 1923. поверено Одељење средњовековних старина, 1925. је постао дописни члан Српског научног друштва, а од 1927. је и редовни члан Историјског друштва у Новом Саду. Од 1947. је и научни сарадник Археолошког института Српске академије наука, а од 1950. је постао и спољни сарадник Института за проучавање књижевности САНУ. Као истакнути научни радник држао је предавања на Интернационалним византолошким конгресима у Атини 1930, Софији 1934, Риму 1936, Палерму 1951. и Солуну 1953.
Лазар Мирковић свакако спада у ред значајних православних литургичара. Литургика коју је написао и данас се користи као приручник богослова. Суд о Мирковићу као историчару уметности дао је наш најпознатији стручњак академик Војислав Ј. Ђурић по коме је он "допро до самих врхунаца иконографске анализе и уврстио се међу најсјајније њене представнике у европској науци".
Из његове изузетно обимне библиографије која броји 295 објављених јединица издвајају се следећи радови: Православна литургика или наука о богослужењу Православне источне Цркве и Хеортологија или историјски развитак богослужења православне источне Цркве.

### Важнија дела
- Мирковић, Лазар (1931). Старине фрушкогорских манастира. Нови Сад; Београд: Историско друштво у Новом Саду; Издавачка књижарница Геце Кона.
- Мирковић, Лазар; Радојчић, Никола, ур. (1935). Архиепископ Данило: Животи краљева и архиепископа српских (PDF). Београд: Српска књижевна задруга. Архивирано из оригинала 30. 01. 2025. г. Приступљено 12. 02. 2025.
- Мирковић, Лазар; Ћоровић, Владимир, ур. (1938). Доментиан: Животи Светога Саве и Светога Симеона. Београд: Српска књижевна задруга.
- Мирковић, Лазар, ур. (1939). Списи светога Саве и Стевана Првовенчанога (PDF). Београд: Државна штампарија Краљевине Југославије. Архивирано из оригинала 12. 02. 2025. г. Приступљено 12. 02. 2025.